# داگلاس کراکفرد
داگلاس کراکفرد (انگلیسی: Douglas Crockford) برنامه‌نویس و پیشگام امریکایی که در دخیل بودن در روند توسعه زبان جاوااسکریپت، محبوب کردن قالب داده‌ای جی‌سن (نشانه‌گذاری اشیاء جاوااسکریپت) و توسعهٔ ابزارهای مختلفی مربوط به جاوااسکریپت از جمله جی‌اس‌لینت و JSMin شناخته شده است.